# Ørestadsbanen
Ørestadsbanen er navnet på 1. etape af Københavns Metro. Ørestadsbanen er en minimetro mellem Nørreport og Vestamager Stationer med en stikbane fra Christianshavn til Lergravsparken Station.
Banen blev åbnet den 19. oktober 2002 af Dronning Margrethe. Strækningen mellem Nørreport og Islands Brygge Stationer er i boret tunnel, ligesom strækningen mellem Christianshavn og Lergravsparken Stationer er det. Fra Islands Brygge til Vestamager er banen anlagt som højbane, dels på bro og dels på dæmning.
Ørestadsbanen betjenes af 2 linjer, M1 og M2, der begge fortsætter fra Nørreport Station til Vanløse Station ad Frederiksbergbanen. M2 fortsætter endvidere fra Lergravsparken Station til Lufthavnen Station ad Østamagerbanen.

## Historie

### Tidlig historie
Siden 1940 har der været planer om togforbindelse til Amager. DSB fremlagde dette år en storstilet plan for udbygning af det nye S-togsnetværk med nye radiale jernbaner til Amager, Vallensbæk, Avedøre Holme, Glostrup, Hareskov, Gladsaxe og Nærum. Disse S-baner skulle føres som tunnelbaner gennem København. Banen til Amager skulle føres under Amagerbrogade, gennem Indre By og videre under Nørrebrogade. DSB's omfattende planer blev bremset af 2. verdenskrig og med denne kom dårligere tider. Da de gode tider kom igen, var det dog som bedre tider for bilister og ikke for jernbanen. Amager blev dog betjent af Amagerbanen, der åbnede allerede i 1907, men denne havde kun godsforbindelse til Sjælland og banen lå langs øens østkyst frem for langs Amagerbrogade, hvor karrébebyggelse var opstået.
I 1947 udkom Egnsplankontorets "Skitseforslag til egnsplan for Storkøbenhavn", der også er kaldet "Fingerplanen". Tilsvarende DSB's 1940-plan pegede denne også på anlæg af en tunnelbane mellem Nørrebro og Kastrup via City. På trods af Fingerplanen aldrig fik nogen officiel status, blev forslagene heri fulgt langt hen ad vejen. På jernbanefronten var det således kun tunnelbanen til Amager og Lundtoftebanen, der aldrig blev anlagt.
Da Frederiksberg Station ikke havde haft jernbaneforbindelse ind til København siden lukningen af Københavns anden banegård i 1911, opstod idéen om at forbinde en tunnelbane til Amager med Frederiksbergbanen (Frederiksberg-Vanløse), hvorved denne ville blive billigere end ved at føre tunnelbanen videre under Nørrebrogade.

### Øresundsforbindelsen
Urban Hansen blev i 1962 valgt som Københavns overborgmester efter valgløfter om at bygge boliger. Til dette udså Hansen sig arealerne på Vestamager og Amager Fælled, som var ejet af Københavns Kommune og staten. I årene efter blev afholdt en arkitektkonkurrence, og i vinderforslaget var det forudsat, at der blev anlagt en Øresundsbro og en tunnelbane til Indre by, samt at Københavns Lufthavn blev flyttet til Saltholm. Fra vinderforslaget blev kun Remiseparken og Urbanplanen bygget.
Siden da blev en Øresundsbro diskuteret i mange år, og der blev nedsat flere udvalg. Alternativerne stod mellem en vej- og jernbaneforbindelse mellem København og Malmø, en vejforbindelse mellem København og Malmø kombineret med en jernbaneforbindelse mellem Helsingør og Helsingborg eller en ren jernbaneforbindelse i en af de to korridorer. I februar 1989 bekendtgjorde et dansk-svensk regeringsudvalg, at den kombinerede vej- og jernbaneforbindelse mellem København og Malmø var det mest samfundsøkonomisk rentable alternativ, mens den rene jernbaneforbindelse i samme korridor var det mest miljøvenlige.
Senere i 1989 offentliggjorde en initiativgruppe (bestående af Jens Kramer Mikkelsen, Per Kaalund og Hans Jensen) en plan for Hovedstadens udvikling. Denne indeholdte en kombineret vej- og jernbaneforbindelse over Øresund, Ørestad og en tunnelbane mellem Indre by og lufthavnen. Grundlaget for denne initiativgruppe var, at Hovedstaden var ved at miste terræn til provinsen, hvilket fx kunne ses ved TV 2's beliggenhed i Odense, samt udflytningen af Flådestation Holmen til Frederikshavn og Korsør. Målet var, at København skulle kunne konkurrere med Stockholm, Hamborg og Berlin.
Regeringen bakkede op om initiativgruppens konklusioner, og finansminister Henning Dyremose nedsatte i januar 1990 et udvalg for Hovedstadsområdets trafikinvesteringer (Würtzen-udvalget). Et år senere blev udvalgets arbejde offentliggjort. Efter det britiske "new town"-koncept skulle salg af grunde i Ørestad finansiere en tunnelbane fra Frederiksberg over Nørrebro til Ørestad og Lufthavnen, enten som sporvogn, light rail eller minimetro. Anlægsudgifterne for Ørestadsbanen (afgrænset som banen fra Nørreport til Ørestad Syd) blev anslået til 2.470 mio. kr., 670 mio. kr. for Frederiksbergbanen og 500 mio. kr. for Østamagerbanen (alle i 1990-priser og inkl. moms).
I Danmark var Det Radikale Venstre skeptiske overfor en kombineret vej- og jernbaneforbindelse over Øresund, og ligeledes var det svenske Centerparti. I Danmark blev KVR-regeringen 12. december 1990 udskiftet med en KV-regering. I Sverige så Socialdemokraterne ud til at tabe det næste valg, så de to regeringer valgte at handle hurtigt således, at den faste forbindelse blev vedtaget i begge parlamenter i løbet af sommeren 1991.

### Ørestadsloven
Se også: Ørestad
I foråret 1992 blev Lov om Ørestaden m.v. (Ørestadsloven) vedtaget. Heri fik Københavns Kommune og finansministeren tilladelse til at stifte et interessentskab, Ørestadsselskabet. Ørestadsselskabet blev ejet 55% af Københavns Kommune og 45% af finansministeren, og fik til opgave at udvikle Ørestad, samt at "anlægge en letbane, Ørestadsbanen, dels langs med eller gennem Ørestad og vest om Universitetet til Amagerbro, dels fra Amagercentret til Amagerbro. Fra Amagerbro føres letbanen videre via Christianshavn til Nørreport." Rigsrevisionen konstaterede i november 2000 at loven og forarbejdet hertil overlod vigtige beslutninger om valg af banesystem, linjeføring, budgetlægning, planlægning og udvikling af den nye bydel til Ørestadsselskabet og Ørestadsrådet (udpeget af miljøministeren).
Ørestadsselskabet blev stiftet 11. marts 1993. På baggrund af anbefalinger fra selskabets rådgivere besluttede bestyrelsen i 1994, at det kommende udbud skulle baseres på en minimetroløsning, da denne blev vurderet til at have den bedste driftsøkonomi, samt give det bedste grundlag for salg af arealerne i Ørestad. Anlægssummen blev vurderet til 3,9 mia. kr. for en sporvognsløsning, 4,9 mia. kr. for en light rail-løsning og 5,2 mia. kr. for minimetroløsningen (alle i 1994-priser). Driftsindtægterne blev anslået til 14% af anlægssummen for sporvognsløsningen, 43% for light rail-løsningen og 52% for minimetroen. Driftsindtægterne er vurderet på baggrund af passagertalsberegninger, hvor sporvognsløsningen ville have 47 mio. passagerer pr. år (pax), light rail-løsningen 77 mio. pax og minimetroen 88 mio. pax. Driftsprognoserne blev efterfølgende justeret, da de var baseret på et andet grundlag end Würtzen-udvalgets beregninger. Opdelt på etaper blev anlægsprisen for Ørestadsbanen vurderet til 3,5 mia. kr. (ekskl. moms, 1994-priser) ved minimetroløsningen. Frederiksbergbanen blev anslået til 1,1 mia. kr. og Østamagerbanen til 600 mio. kr.
Rigsrevisionen har efterfølgende bemærket, at Ørestadsselskabet burde foretage følsomhedsanalyser før valget af banesystemet, for at belyse usikkerheden forbundet med passagerprognoserne.
Den fuldautomatiske minimetro er hovedsageligt inspireret af VAL-metroen i Lille og MAGGALY-metroen (linje D) i Lyon. Under udvælgelsen af systemet blev bl.a. også besøgt sporvogns-/letbanesystemet i Amsterdam og sporvognssystemet i Grenoble.
Sammenlignet med de øvrige løsninger er fordelene ved minimetroen bl.a. at der er lavt behov for personale i forhold til passagertallene, en højere gennemsnitshastighed og højere trafiksikkerhed. Sporvogne har 10-20 gange flere personskadeuheld end metrosystemer pga. kollisioner med andre trafikanter.

### Anlæg og åbning
Det var i Ørestadsloven forudsat, at Ørestadsselskabet og Frederiksberg Kommune først efter anlægget af Ørestadsbanen kunne stifte Frederiksbergbaneselskabet, og først efter anlægget af Frederiksbergbanen stifte Østamagerbaneselskabet sammen med Københavns Amtskommune. Det viste sig sidenhen, at det bedre kunne betale sig at udbyde anlægget af tunneleringsarbejdet på Frederiksbergbanen sammen med Ørestadsbanen. Således blev Lov om ændring af lov om Ørestad m.v. vedtaget i Folketinget i december 1994. Med denne lovændring blev det op til Ørestadsselskabet at vurdere, hvornår der fandtes økonomisk grundlag til anlæg af de efterfølgende etaper, hvorved anlægget af disse kunne påbegyndes.
Rådgivningsopgaverne for Ørestadsbanen blev af Ørestadsselskabet sendt i EU-udbud for 7 delområder i 1994, og i maj blev der indgået aftaler. Budgetrammen var på knapt 60 mio. kr. Bygge- og anlægsarbejderne og togtransportsystemerne blev sendt i udbud i 1995. Her kunne der enten bydes på bygge- og anlægsarbejderne, transportsystemet eller en kombination af dette. Bygge- og anlægsarbejderne omfattede hele Ørestadsbanen, samt optioner på tunneleringsarbejdet på Frederiksbergbanen. Transportsystemkontrakten indebar både køresystemet, det rullende materiel, kontrol- og vedligeholdelsescentret, samt drift og vedligeholdelse i fem år, og optioner på visse dele af Frederiksbergbanen og Østamagerbanen, samt yderligere tre års drift.
Frem til 1995 blev Ørestadsbanen projekteret, og i 1996 indgik Ørestadsselskabet aftaler med COMET og Ansaldo Trasporti, der havde vundet udbuddene på hhv. bygge- og anlægsarbejdernne og transportsystemet. Samme år går selve anlægget i gang. Tunneleringen påbegyndtes i 1998 med tunnelboremaskinerne Liva og Betty. Første borede strækning var fra tunnelportalen ved Islands Brygge til Stadsgraven, hvorefter tunnelboremaskinerne blev flyttet til Havnegade mellem Kongens Nytorv og Christianshavn for at bore turen til Strandlodsvej ved Lergravsparken. I 2000 flyttedes maskinerne tilbage til Havnegade, hvorfra der bores den modsatte vej til Nørreport, som nåes i maj samme år. Frem til Ørestadbanens åbning 19. oktober 2002 blev strøm- og styresystemer etableret, stationsforpladser anlagt, samt banen testet.
Åbningen af Ørestadsbanen skete tre år efter det oprindeligt planlagte. Åbningen skete med deltagelse af Dronning Margrethe og Prins Henrik, der kørte turen fra Ørestad til Kongens Nytorv Station, hvor selve ceremonien fandt sted.

## Strækningen
Ørestadsbanen er ca. 10,6 km lang, beliggende i Københavns Kommune og er på hele strækningen dobbeltsporet. Banen har sit vestlige udgangspunkt umiddelbart vest for Nørreport Station, hvor etapegrænsen til Frederiksbergbanen er beliggende. Herfra forløber banen i to ca. 3,2 km lange borede tunneler til skakten Faste Batteri, umiddelbart nord for Islands Brygge Station. Tunnelerne har en indre diameter på 4,9 m. De to tunneler har forbindelse gennem et sporskifte beliggende mellem Nørreport og Kongens Nytorv Stationer, ved nødskakten Sjæleboderne. Undervejs passerer banen under dele af Indre By, Københavns Havn, Christianshavn og Stadsgraven.
Ca. 300 m syd for Christianshavn Station er beliggende et afgreningskammer, hvorfra en ca. 2,2 km stikbane, ligeledes udført i borede tunneler, forløber gennem det nordlige Amager til etapegrænsen til Østamagerbanen, beliggende umiddelbart øst for Lergravsparken Station.
Fra Faste Batteri er banen anlagt i en cut-and-cover-tunnel frem til tunnelportalen syd for indkørslen til Københavns Universitet Amagers parkeringsplads ved Islands Brygge Station. Herfra løber Ørestadsbanen igennem Ørestaden som højbane langs med Ørestads Boulevard helt frem til den sydlige endestation, Vestamager Station, hvorfra der er direkte videre forbindelse til det fælles kontrol- og vedligeholdelsescenter for Ørestads-, Frederiksberg- og Østamagerbanerne. Højbanen er anlagt dels på viadukt og dels på dæmning.
På den overjordiske strækning er der sporskifteforbindelse mellem de to spor i tunnelportalen syd for Islands Brygge Station, på dæmningsstrækningerne mellem Sundby Station og Vejlands Allé, og umiddelbart nord for Vestamager Station. Endvidere er der syd for Grønjordsvej et midterliggende vendespor, hvor det er muligt at vende tog til og fra nord.

### Stationer
Ørestadsbanen betjener i alt 11 stationer. Alle stationer åbnede sammen med banen i 2002 og er udført som typestationer, designet af metroens arkitekt KHR arkitekter ved Nille Juul-Sørensen. Stationstyperne er dybtliggende underjordisk station, højtliggende underjordisk station og højbanestation. Fem stationer er dybtliggende underjordiske (Nørreport, Kongens Nytorv, Christianshavn, Amagerbro og Lergravsparken), en er højtliggende underjordisk (Islands Brygge) og 5 er overjordiske højbanestationer (DR Byen, Sundby, Bella Center, Ørestad og Vestamager). Alle stationer har to perronspor, der betjenes af en øperron.
Stationerne har et minimalistisk design, beskrevet som tidløst og rendyrket skandinavisk med lige linjer, glatte flader og lyse grå farver. På de underjordiske stationer underbygges dette ved, at stationsrummet oplyses af dagslys fra ovenlysvinduer udformet som pyramider, der sammen med metrosøjlen designet af Knud Holscher Industriel Design, er metrostationerne særlige kendetegn.
Alle tunnelstationer er udgravet ved cut-and-cover-metoden, hvilket også er benyttet til tunnelportalen ved Islands Brygge.
På Ørestadsbanen er forberedt anlæg af to yderligere højbanestationer, henholdsvis mellem Bella Center og Ørestad (med arbejdstitlen Ørestad Nord) og mellem Ørestad og Vestamager (Ørestad Syd). Hvor de to stationer er planlagt, er banen ført på bro i stedet for på dæmning. Ørestad Nord vil formentlig først blive anlagt når området er fuldt udbygget, mens Ørestad Syd forventes at åbne i forbindelse med den kommende Copenhagen Arena og er endvidere en del af grundlaget for planlægningen af det tilstødende kvarter Arenakvarteret.
På tunnelstationerne er der som afskærmning mellem spor og perron monteret perrondøre i glas. I trafikaftalen af 12. juni 2012 besluttede Regeringen, Enhedslisten og Dansk Folkeparti også at montere perrondøre på Ørestadsbanens fem overjordiske stationer. Herved kan det eksisterende sikkerhedssystem ODS (Obstacle Detection System) udskiftes, hvilket vil resultere i færre falske alarmer, højere driftsstabilitet og flere afgange. Perrondørene installeres i 2014 og 2015.

### Skakte
På den tunnelerede strækning er der udover de seks underjordiske stationer ligeledes etableret seks nødskakte: Sjæleboderne, Havnegade, Amager Fælledvej, Spaniensgade, Ved Stadsgraven og Faste Batteri. På overfladen kan der ved disse ses en trappe, der fører ned til tunnelerne.

### Skifteforbindelser
Ørestadsbanens passagerer har i øjeblikket skifteforbindelse til andre baner på to stationer, Nørreport og Ørestad Stationer.
På Nørreport Station er der gennem en transfertunnel forbindelse til såvel S-togs- som regional- og InterCity-togsperronerne på stationen, beliggende på Boulevardbanen.
På Ørestad Station er der direkte adgang til stationens regional- og InterCity-togsperroner på Øresundsbanen.
Når Cityringen åbner i 2019 vil der være skifteforbindelse til denne på Kongens Nytorv Station.

## Drift
Ørestadsbanen betjenes i fuld sammenhæng med Frederiksberg- og Østamagerbanerne, af to linjer, M1 og M2. M1 kører mellem Vanløse og Vestamager Stationer, mens M2 kører mellem Vanløse og Lufthavnen Stationer. Begge linjer standser på alle stationer.
I myldretiden på hverdage kører hver linje hvert 4. minut, mens der i de øvrige dag- og aftentimer køres hvert 6. minut. Om natten køres hvert 20. minut, dog hvert 15. nat efter fre- og lørdage.
Alle afgange trafikeres med AnsaldoBredas førerløse metrotogsæt.

## Ulykker
En mand døde efter en påkørsel ved Bella Center Station 9. oktober 2014. Ifølge politiet var der tale om et selvmord.